# Yryskeldi Maksatbek uułu
Yryskeldi Maksatbek uułu (kirg. Ырыскелди Максатбек уулу; ur. 2001) – kirgiski zapaśnik walczący w stylu klasycznym. 
Brązowy medalista mistrzostw Azji w 2025. 
Trzeci na MŚ U-23 w 2023. Wicemistrz Azji U-23 w 2023 roku. 